# John Patten
John Haggitt Charles Patten, baron Patten (ur. 17 lipca 1945), brytyjski polityk, członek Partii Konserwatywnej, minister w rządzie Johna Majora.
Urodził się katolickiej rodzinie. Wykształcenie odebrał w jezuickim Wimbeldon College, a następnie studiował w Sidney Sussex College na Uniwersytecie Cambridge.
W 1979 r. został wybrany do Izby Gmin jako reprezentant okręgu Oxford. W 1983 r. zmienił okręg na Oxford West and Abingdon. Był podsekretarzem stanu w ministerstwie ds. Irlandii Północnej w latach 1981–1983, ministrem stanu ds. budownictwa w latach 1985–1987 oraz ministrem stanu w ministerstwie spraw wewnętrznych w latach 1987–1992. W latach 1992–1994 był ministrem edukacji. Z miejsca w Izbie Gmin zrezygnował w 1997 r. W tym samym roku został kreowany parem dożywotnim jako baron Patten i zasiadł w Izbie Lordów.